# Boseilanden
Boseilanden is een recreatie- en woongebied van ongeveer 3km lang en 300 meter breed in Hoofddorp, gemeente Haarlemmermeer. Het grootste deel is recreatiegebied. Het gebied wordt begrensd door de Spieringweg aan de westkant, door de Drie Merenweg (N205) aan de oostkant en door de Kruisweg (N201) en de Bennebroekerweg aan de noord- en zuidkant. 
Het gebied heet Boseilanden omdat er veel bomen komen en omdat de aangelegde terpen van zand en grond omsloten zijn door veel waterpartijen. Boseilanden maakt deel uit van Haarlemmerméér Groen, een groot strategisch groenproject van de gemeente Haarlemmermeer en provincie Noord-Holland. 